# Wahrer Bärenklau
Wahrer Bärenklau (Acanthus mollis), auch Weicher Akanthus genannt, ist eine Pflanzenart aus der Gattung Akanthus (Acanthus) innerhalb der Familie der Akanthusgewächse (Acanthaceae). Sie ist im Mittelmeerraum verbreitet. Gelegentlich findet sie Gebrauch als Zierpflanze. Im deutschen Sprachraum ist auch die Bezeichnung Weicher Bärenklau gebräuchlich. Der Wahre Bärenklau ist aber nicht näher verwandt mit der auch als Bärenklau bekannten Gattung Heracleum aus der Familie der Doldenblütler (Apiaceae).

## Beschreibung

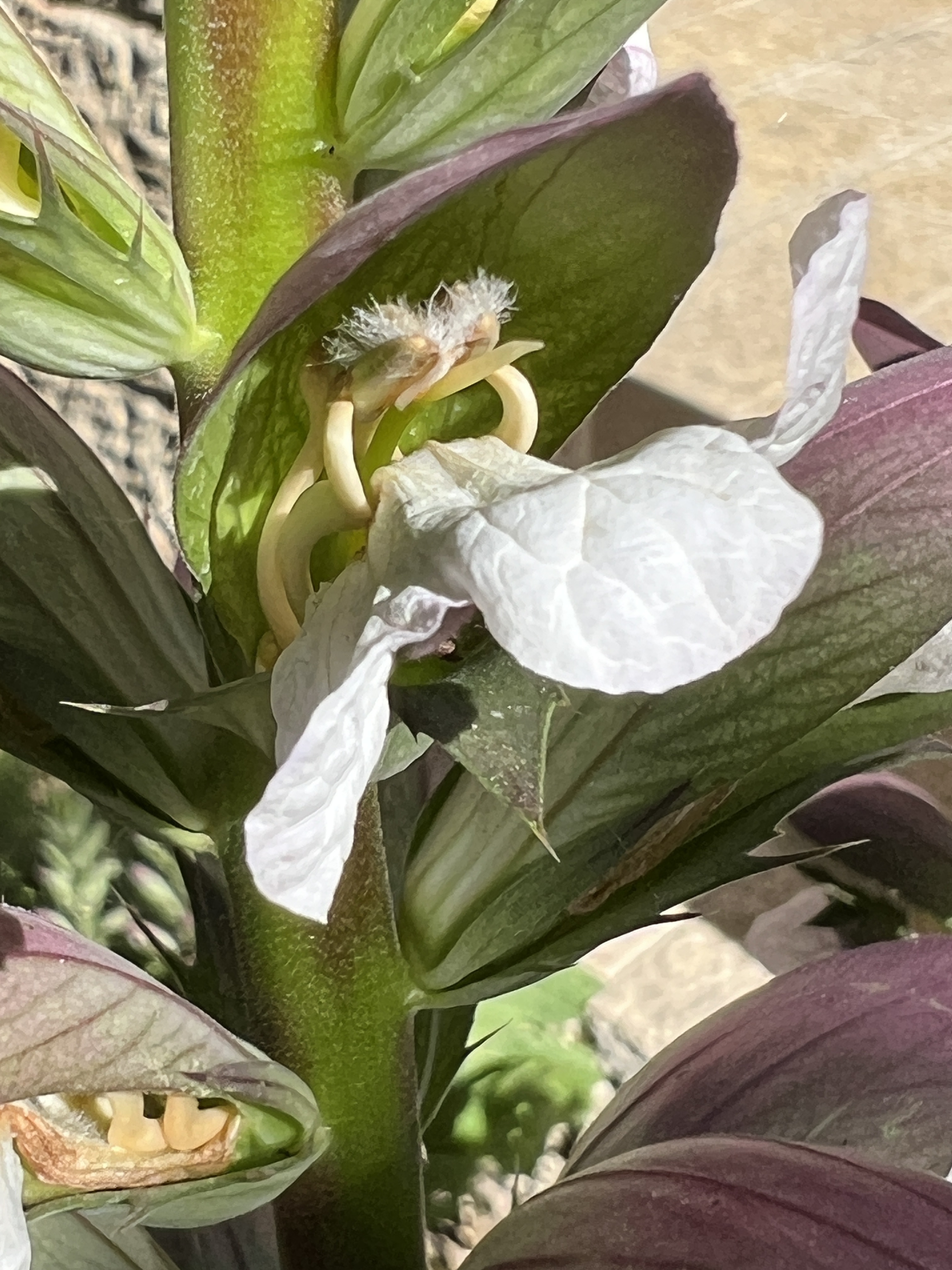
Zygomorphe Blüte

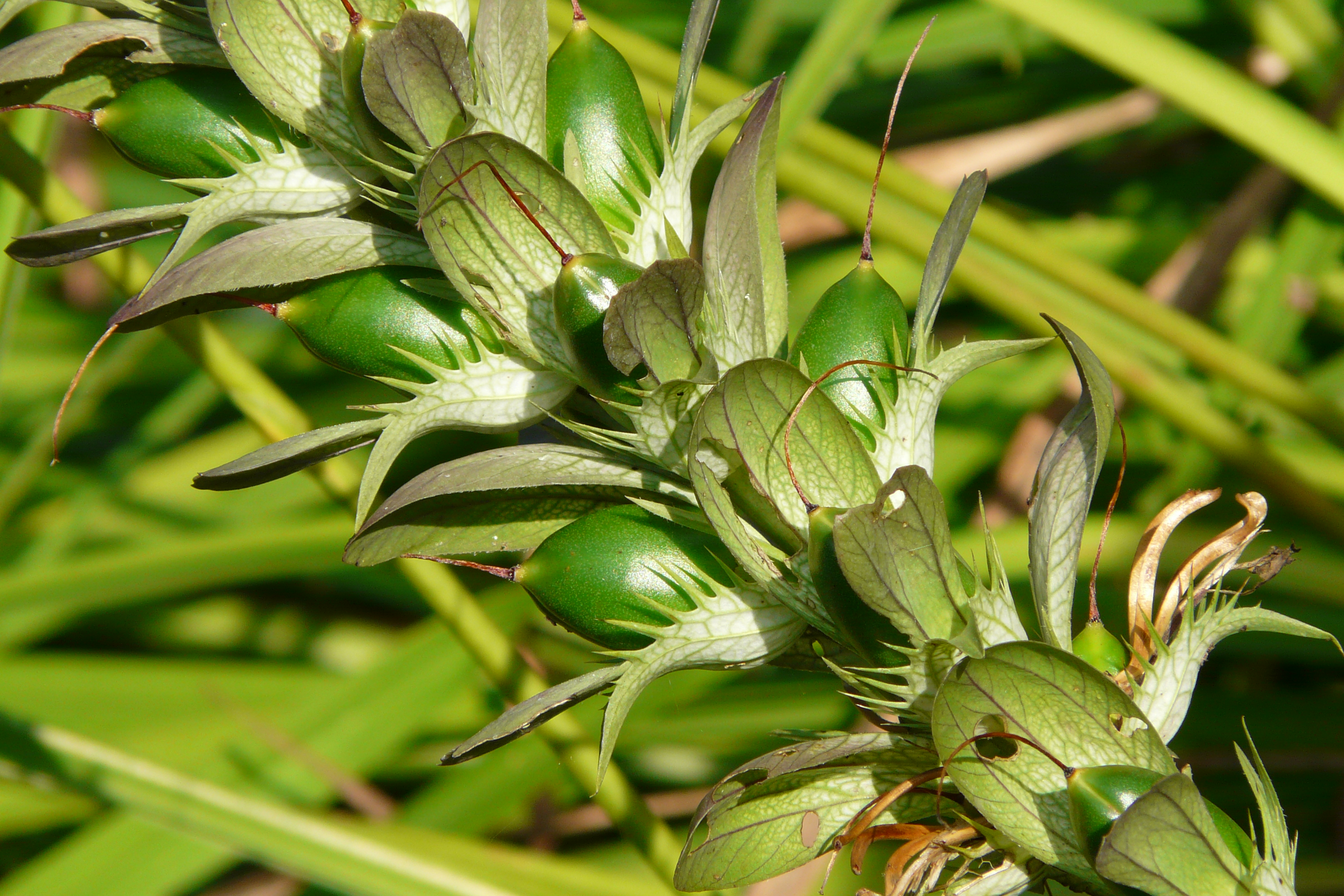
Früchte

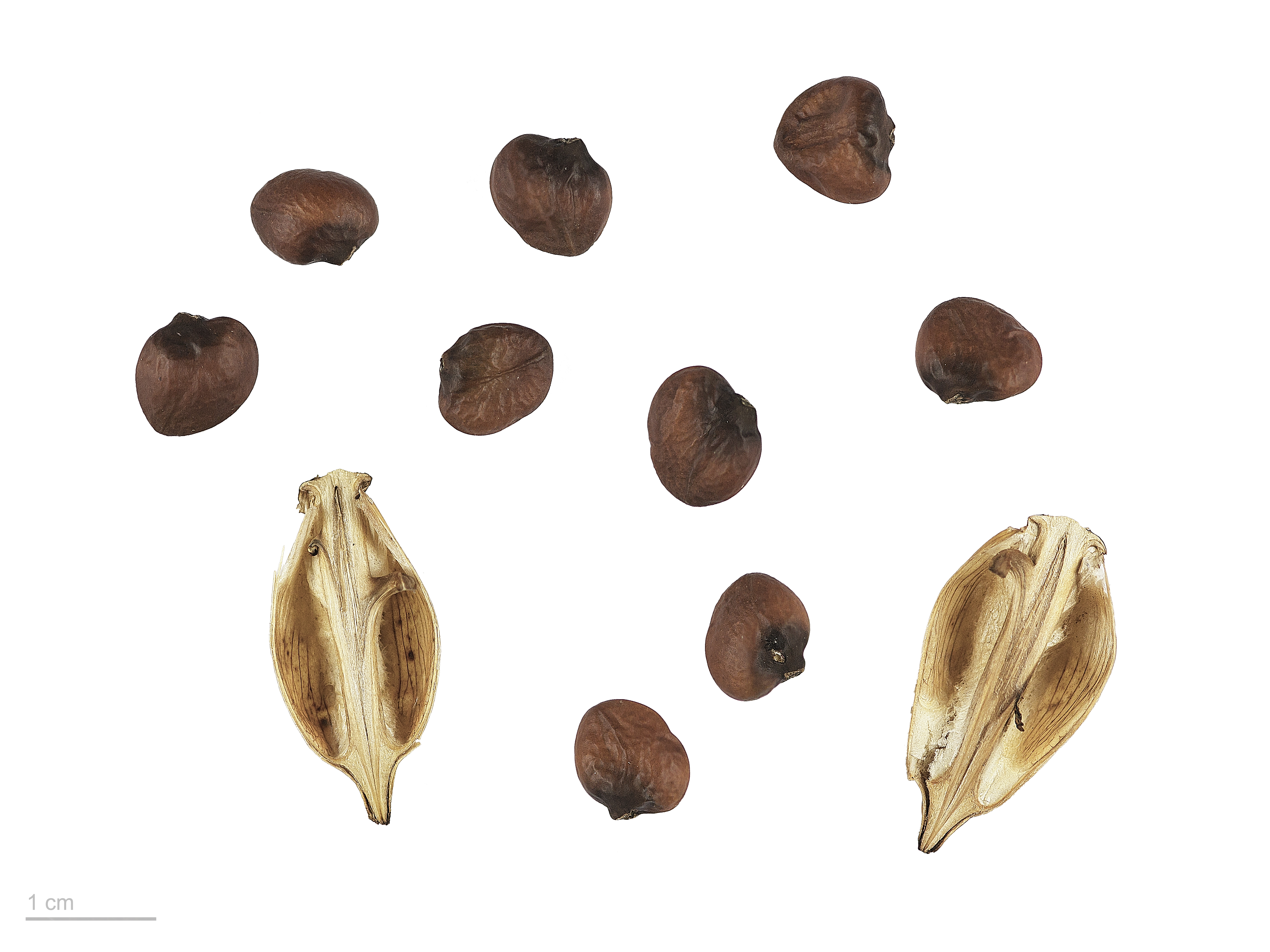
Früchte und Samen

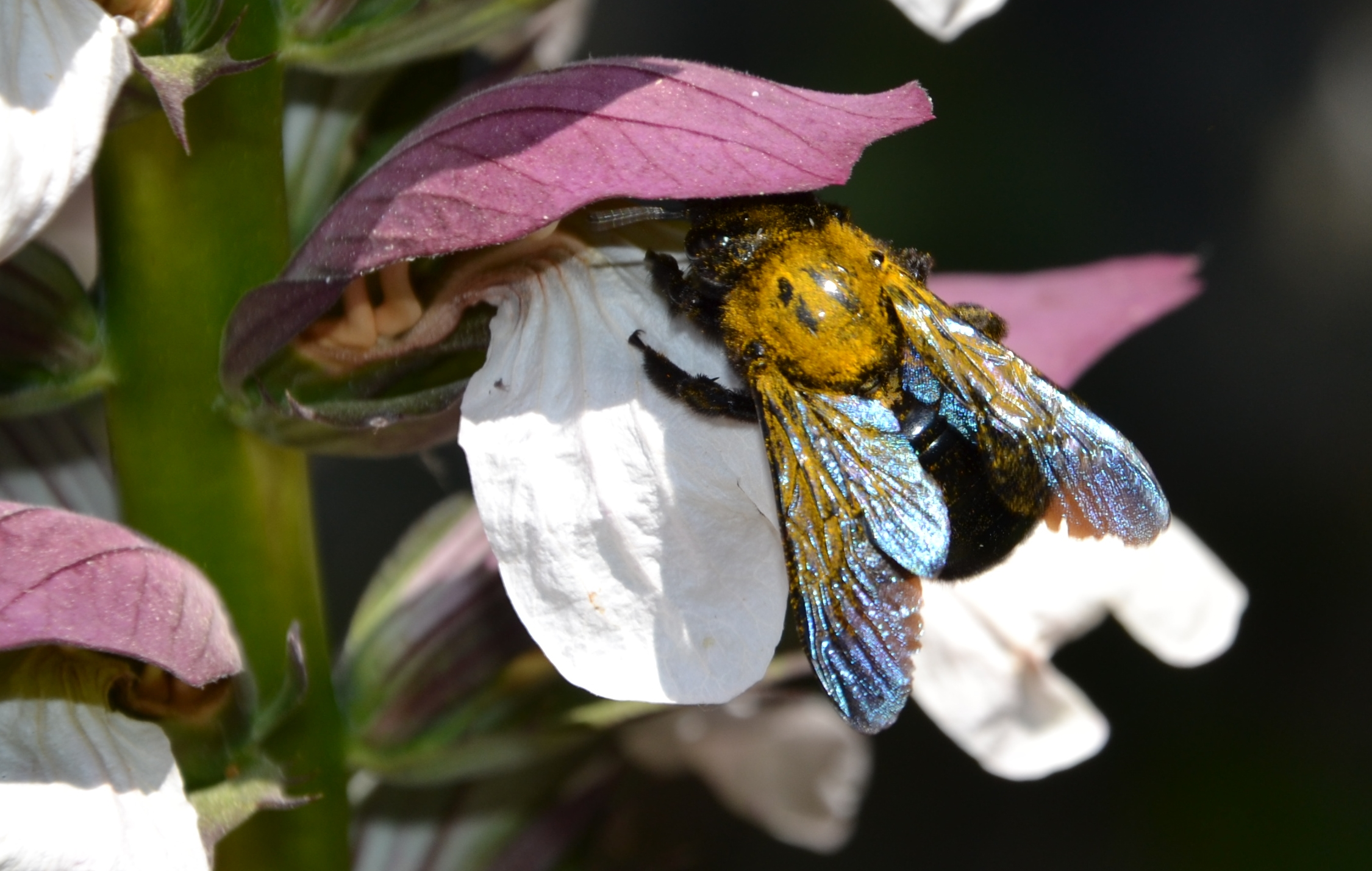
Zygomorphe Blüte mit Blütenbesucher

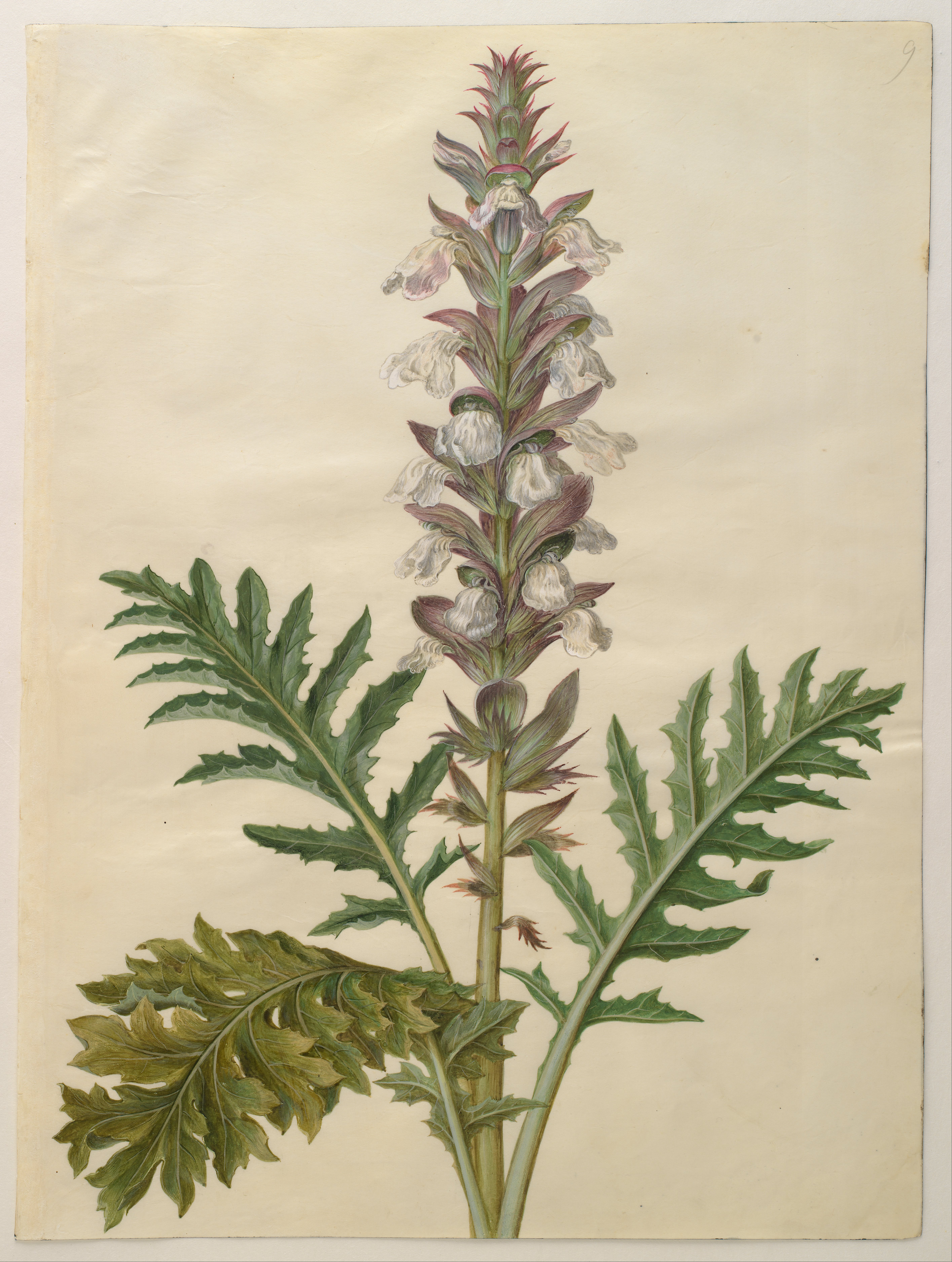
Illustration von Hans Simon Holtzbecker aus dem Gottorfer Codex

Illustration aus Hortus Romanus juxta systema Tournefortianum

### Vegetative Merkmale
Der Wahre Bärenklau ist eine ausdauernde, krautige Pflanze, die Wuchshöhen von 30 bis 70, selten bis zu 100 Zentimetern erreicht. Die Wurzeln sind knollig verdickt, Die oberirdischen Pflanzenteile sind mehr oder weniger behaart oder kahl. Die aufrechte Sprossachse ist unverzweigt.
Die meisten Laubblätter sind grundständig angeordnet und in Blattstiel sowie -spreite gegliedert. Der Durchmesser der Blattrosette beträgt etwa 50 Zentimeter. Ihr Blattstiel ist mit einer Länge von 20 bis 30 oder bis zu 60 Zentimetern relativ lang. Ihre Blattspreite ist kahl bis kurz flaumig behaart und bei einer Länge von 20 bis 60, selten bis zu 100 Zentimetern sowie einer Breite von 15 bis 30 Zentimetern elliptisch bis eiförmig oder länglich-eiförmig und fiederspaltig mit am Ansatz nicht verschmälerten, an der Spitze nicht verdornten Fiederabschnitten, der Blattrand ist eingeschnitten gezähnt. Die wenigen, mehr oder minder ungestielten Laubblätter am Stängel sind bei einer Länge von 1 bis 3 Zentimetern mehr oder minder eiförmig oder eiförmig-lanzettlich, ihr Rand dornig gezähnt.

### Generative Merkmale
Der Blütenstandsschaft ist bis zu 1 Meter hoch. In einem endständigen, bei einer Länge von 0,3 bis 2 Metern zylindrischen, ährigen Blütenstand sind dicht zahlreiche Blüten angeordnet. Die laubblättähnlichen, kahlen oder flaumig behaarten Tragblätter sind bei einer Länge von 2,5 bis 4 Zentimetern eiförmig-länglich oder eiförmig, gezähnt mit sieben Nerven. Unter jeder Blüte sind zwei flaumig behaarte, fast linealische Deckblätter, die viel kleiner als das Tragblatt sind, vorhanden.
Die zwittrigen Blüten sind zygomorph mit doppelter Blütenhülle. Die vier fast kahlen Kelchblätter sind untereinander verwachsen und der flaumig behaarte Kelch endet in ungleichen Kelchlappen, von denen die unteren sowie oberen länger und die seitlichen kürzer sind. Die Kronröhre ist nur kurz. Die Krone 4 bis 5 Zentimeter lang und von weißer Farbe mit purpurfarbener Nervatur. Die Oberlippe ist stark reduziert. Die flaumig behaarte, dreilappige Unterlippe ist 3,5 bis 5 Zentimeter lang. Die vier Staubblätter überragen bei einer Länge von 3 bis 3,5 Zentimetern die Blütenkrone nicht. Die Staubfäden sind kahl. Die ungleichen, purpurfarbenen oder braunen Staubbeutel weisen eine Länge von 10 bis 12 Millimetern sowie eine Breite von 2 bis 3 Millimetern auf. Der 4 bis 5 Millimetern sowie 2 bis 3 Millimetern eiförmige Fruchtknoten ist zweikammerig. Der Griffel ist mit einer Länge von 3 bis 4 Zentimetern relativ lang und viel länger als die Staubblätter.
Die bei einer Länge von 2 bis 3,5 Zentimetern eiförmige, ledrige Kapselfrucht enthält ein oder zwei oder bis zu vier Samen. Die braunen, kahlen Samen sind 10 bis 14 Millimeter lang und etwa 8 Millimeter breit.
Die Chromosomenzahl beträgt 2n = 36 oder 56.

## Vorkommen
Acanthus mollis ist im westlichen und zentralen Mittelmeerraum verbreitet. Das ursprüngliche Verbreitungsgebiet des Wahren Bärenklaus umfasst Marokko, Algerien, Tunesien, Frankreich, Italien, Kroatien, Montenegro, die Türkei und das Gebiet von Syrien und Libanon. In Griechenland kommt die Art eingebürgert vor. Acanthus mollis gedeiht beispielsweise in Macchien oder in Tälern.

## Systematik und Verbreitung
Die Erstveröffentlichung von Acanthus mollis erfolgte 1753 durch Carl von Linné in seinem Werk Species Plantarum, Tomus I, S. 639. Synonyme für Acanthus mollis L. sind: Acanthus longifolius Poir. non Acanthus longifolius Host, Acanthus spinulosus Host.
Je nach Autor gibt es etwa zwei Unterarten:
- Acanthus mollis L. subsp. mollis: Sie kommt in Frankreich, auf Korsika, in Italien und Marokko vor.[7]
- Acanthus mollis subsp. platyphyllus Murb.: Sie kommt in Marokko, Algerien, Tunesien und in Spanien vor.[7]

## Nutzung
Acanthus mollis wird als Zierpflanze verwendet und ist nur bedingt winterhart, weshalb sie über klimatisch begünstigte Regionen Mitteleuropas hinaus nur selten gepflanzt wird.
Die medizinischen Wirkungen wurden untersucht.
In alter Zeit wurde die Pflanzenart branca ursina (lat. Bärenklaue), womit (eher im Süden?) sowohl der Wahre Bärenklau (branca ursina romana) als auch (eher im Norden?) der Wiesen-Bärenklau gemeint sein konnte, als Zutat zu Medikamenten eingesetzt. Im Jahr 1542 wurde diese Pflanzenart mit dem Namen Bärentāpe bezeichnet und einer ihrer Trivialnamen ist auch heute noch Bärentap(p)e.